# ATC-kod A08: Antiobesitasmedel, exkl dietprodukter
ATC-kod A08: Antiobesitasmedel, exkl dietprodukter är en del av klassificeringssystemet ATC (Anatomical Therapeutic Chemical Classification System) för läkemedel och vissa andra medicinska produkter. ATC utvecklas av WHO och består av alfanumeriska koder indelade i grupper utifrån anatomi, medicinsk funktion och läkemedelstyp på 5 olika kodnivåer. Denna sida utgör innehållet i en specifik grupp på nivå 2.

## A08A Antiobesitasmedel, exkl dietprodukter

### A08AA Antiobesitasmedel, centralt verkande
A08AA01 Fentermin
A08AA02 Fenfluramin
A08AA03 Amfepramon
A08AA04 Dexfenfluramin
A08AA05 Mazindol
A08AA06 Etilamfetamin
A08AA07 Katin
A08AA08 Klobenzorex
A08AA09 Mefenorex
A08AA10 Sibutramin
A08AA11 Rimonabant
A08AA56 Efedrin, kombinationer

### A08AB Antiobesitasmedel, perifert verkande
A08AB01 Orlistat

### A08AX Övriga läkemedel vid obesitas
A08AX01 Rimonabant

### Engelska
- WHO Collaborating Centre for Drug Statistics Methodology - ATC Index
- WHO Collaborating Centre for Drug Statistics Methodology - ATCvet Index

### Svenska
- SIL online
- FASS.se - ATC
- FASS.se - Veterinär-ATC
- Sök läkemedelsfakta - Läkemedelsverket
- Socialstyrelsen : Klassifikationer
- Nationellt produktregister för läkemedel - NPL